# نادین آنگرر
نادین ماریک آنگرر (به آلمانی: Nadine Angerer) زادهٔ ۱۰ نوامبر ۱۹۷۸ یک دروازه‌بان حرفه‌ای آلمانی‌تبار است. وی در حال حاضر در باشگاه بریزبن رور دابلیو لیگ بازی می‌کند. نادین برای فصل ۲۰۱۴ به تیم پورتلند تورنز در ان دابلیو اس ال ملحق شده و دراین فصل که از ماه آوریل آغاز می‌شود برای این تیم بازی خواهد کرد. او همچنین کاپیتان تیم ملی فوتبال زنان آلمان است. آنگرر در ۱۳ ژانویه ۲۰۱۴ موفق به دریافت جایزه بهترین بازیکن زن جهان شد. با این عنوان او به عنوان اولین دروازه‌بانی است که به این مقام دست پیدا کرده‌است.